# Verktygslåda

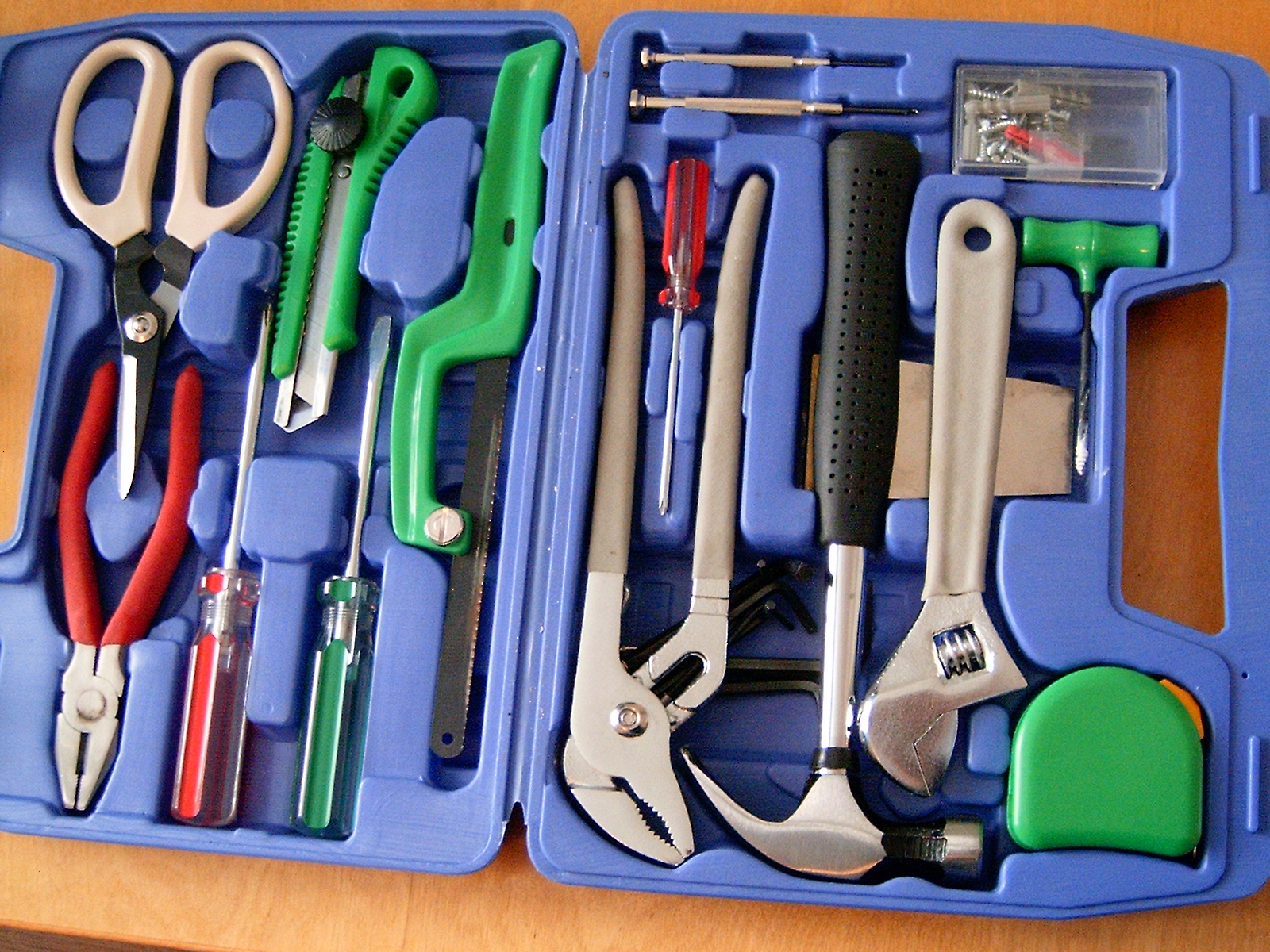
En uppsättning verktyg i en plastfodral för hemmafixare.

Verktygslåda är en låda ämnad att förvara verktyg i. Verktygslådan är bärbar och den ses oftast på byggarbetsplatser och hos hemmafixare. Verktygslådor tillverkades från början i trä, men den brukar nuförtiden bestå av plast eller metall.

## Överförda betydelser
I bildlig betydelse är en verktygslåda ens förråd av metoder att lösa olika problem. 
I överförd bemärkelse används även ordet verktygslåda om en ruta eller meny på en webbplats eller ett datorprogram. 